# Büschdorf (Perl)

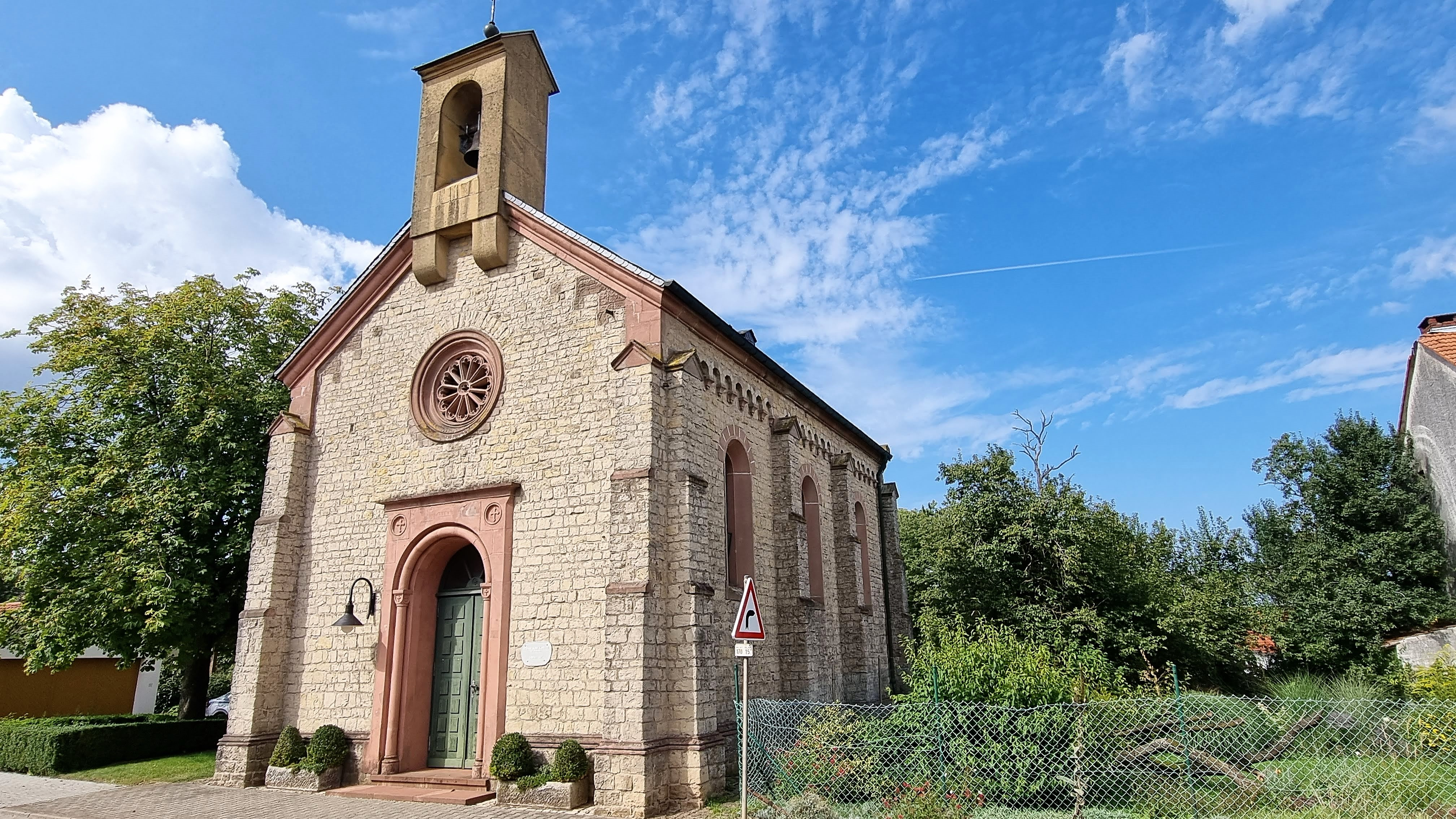
St. Michaelskapelle in Büschdorf

Büschdorf (moselfränkische Ortssprache „Böschdreff“) ist ein Ortsteil und Gemeindebezirk der Gemeinde Perl im Landkreis Merzig-Wadern (Saarland). Bis Ende 1973 war Büschdorf eine eigenständige Gemeinde.

## Geschichte
Büschdorf wurde im 10. Jahrhundert erstmals urkundlich als Bizzerdorf erwähnt.
Im Mittelalter war der Ort im Besitz der Herren von Meinsberg und Montclair. 1814 bis 1848 gehörte er zur Mairie Orscholz, später zur Bürgermeisterei Freudenburg. 1946 bis 1953 gehörte der Ort zum Amt Mettlach, danach zum Amt Perl.
Im Rahmen der saarländischen Gebiets- und Verwaltungsreform wurde die bis dahin eigenständige Gemeinde Büschdorf am 1. Januar 1974 zusammen mit 13 anderen Gemeinden der neuen Gemeinde Perl zugeordnet.
Sehenswert ist die 1867 im neuromanischen Stil erbaute Dorfkapelle Erzengel St. Michael. Sie ist dem Heiligen Michael geweiht und gehört als einziges Gotteshaus nicht dem Bistum, sondern der Gemeinde. 1986 und 2004 wurde die Kapelle im Innenraum umfangreich renoviert. Im Zweiten Weltkrieg wurde der ursprüngliche Turm gesprengt, nach dem Krieg wurde er in anderer Form wieder aufgebaut. Büschdorf gehört mit den Orten Bethingen, Nohn und Wehingen zur Pfarrei Tünsdorf. Dies begründet auch das enge kulturelle Verhältnis der beiden Orte zueinander.

### Bevölkerungsentwicklung
Die Entwicklung der Einwohnerzahl von Büschdorf – die Werte von 1939 bis 1974 beruhen auf Volkszählungen:
| Jahr | Einwohner |
| ---- | --------- |
| 1939 | 285       |
| 1950 | 235       |
| 1961 | 240       |
| 1970 | 222       |
| 1974 | 214       |
| 2004 | 270       |
| 2010 | 303       |
| 2012 | 317       |
| 2014 | 302       |
| 2020 | 305       |

## Ehemaliges Gemeindewappen
Blasonierung: „In Silber ein aufgerichteter roter Schlüssel mit rechtshingerichtetem Bart“.
Die Farbgestaltung hat die Gemeindefarben rot-weiß zum Ursprung. Das Wappen der ehemaligen Gemeinde Büschdorf ist das Wappen der Herren von Montclair aus dem Hause Clérmont. Das alte Büschdorf, früher Bizzerdorf genannt, erkannte als Grundgerichtsherren die Herren von Moncler, später Sierck-Moncler, an.

## Kultur und Vereinsleben
Als einziger eigenständiger Verein wird die Freiwillige Feuerwehr angesehen. Sie gilt als Kulturträger im Ort und richtet das über die Grenzen hinaus bekannte Michaelsfest aus, welches Ende August drei Tage lang gefeiert wird und mit einem großen Feuerwerk endet. Aus dem Erlös des Festes wurden schon sehr oft Anschaffungen für die Ortsgemeinde bzw. Kirchengemeinde finanziert.